# Luis Zayas
Luis Enrique Zayas Fernández (* 7. Juni 1997 in Santiago de Cuba) ist ein kubanischer Leichtathlet, der sich auf den Hochsprung spezialisiert hat. 2019 gewann er die Goldmedaille bei den Panamerikanischen Spielen.

## Sportliche Laufbahn
Luis Zayas startete erstmals 2013 im Wettkämpfen im Hochsprung. Damals zog er bei den U20-Panamerikameisterschaften in das Finale ein, in dem er mit übersprungenen 2,05 m Neunter wurde. Bis 2014 steigerte er sich auf eine Bestleistung von insgesamt 2,18 m. 2015 gewann er die Silbermedaille bei den U20-Panamerikameisterschaften im kanadischen Edmonton. 2016 startete Zayas bei den U20-Weltmeisterschaften in Bydgoszcz. Im Laufe der Saison hatte er zuvor bereits 2,25 m übersprungen. Bei den Meisterschaften zog er in das Finale ein, in dem er mit neuer Bestleistung von 2,27 m die Goldmedaille gewann. Alle seiner acht Sprünge bis zu dieser Höhe waren jeweils im ersten Versuch erfolgreich. Neben dem kubanischen Weltrekordhalter Javier Sotomayor ist er der zweite Athlet des Inselstaats der diesen Wettbewerb gewinnen konnte.
2017 konnte er nicht an diese Leistungen anknüpfen. 2018 startete er bei den Zentralamerika- und Karibikspielen in Barranquilla, bei denen er mit 2,19 m den sechsten Platz belegte. 2019 gewann Zayas mit neuer Bestleistung von 2,30 m die Goldmedaille bei den Panamerikanischen Spielen in Lima. Die gleiche Höhe übersprang er im Finale der Weltmeisterschaften zwei Monate später in Doha, mit denen er den fünften Platz belegte. 2020 trat er erstmals auch in der Hallen an und nahm im Rahmen diverser Meetings in Wettkämpfe in Europa teil. Bei seinem zweiten Wettkampf in der Halle in der Slowakei stellte er seine bislang höchste übersprungene Höhe von 2,33 m auf und egalisierte damit die Jahresbestleistung. 2021 übersprang Zayas Ende Juni 2,27 m im spanischen Castellón und qualifizierte sich damit zum ersten Mal für die Olympischen Sommerspiele, bei denen er Ende Juli in Tokio an den Start ging. In der Qualifikation übersprang er dann allerdings nur 2,17 und schied damit auf einem der hinteren Plätze vorzeitig aus. 2022 trat Zayas zu seinen zweiten Weltmeisterschaften an und konnte sein zweites WM-Finale erreichen. Darin belegte er, zusammen mit dem Kanadier Django Lovett, den geteilten sechsten Rang.
2023 trat Zayas im August bei den Weltmeisterschaften in Budapest an. Dort übersprang er im Finale 2,33 m und belegte mit der neuen Freiluftbestmarke den vierten Platz.

## Wichtige Wettbewerbe
| Jahr             | Veranstaltung                     | Ort              | Platz            | Disziplin        | Weite            |
| Startet für Kuba | Startet für Kuba                  | Startet für Kuba | Startet für Kuba | Startet für Kuba | Startet für Kuba |
| ---------------- | --------------------------------- | ---------------- | ---------------- | ---------------- | ---------------- |
| 2013             | U20-Panamerikameisterschaften     | Medellín         | 9.               | Hochsprung       | 2,09 m           |
| 2015             | U20-Panamerikameisterschaften     | Edmonton         | 2.               | Hochsprung       | 2,16 m           |
| 2016             | U20-Weltmeisterschaften           | Bydgoszcz        | 1.               | Hochsprung       | 2,27 m           |
| 2018             | Zentralamerika- und Karibikspiele | Barranquilla     | 6.               | Hochsprung       | 2,19 m           |
| 2019             | Panamerikanische Spiele           | Lima             | 1.               | Hochsprung       | 2,30 m           |
| 2019             | Weltmeisterschaften               | Doha             | 5.               | Hochsprung       | 2,30 m           |
| 2021             | Olympische Sommerspiele           | Tokio            | 26.              | Hochsprung       | 2,17 m           |
| 2022             | Weltmeisterschaften               | Eugene           | 6.               | Hochsprung       | 2,27 m           |
| 2023             | Weltmeisterschaften               | Budapest         | 4.               | Hochsprung       | 2,33 m           |

## Persönliche Bestleistungen
Freiluft
- Hochsprung: 2,33 m, 22. August 2023, Budapest

Halle
- Hochsprung: 2,33 m, 11. Februar 2020, Banská Bystrica